# 平畑善介
平畑 善介 (ひらはた ぜんすけ、1908年〈明治41年〉 - 1972年〈昭和47年〉は、福岡県出身の将棋の真剣師。第5回（1951年）アマ名人。
真剣師時代の花村元司のライバルであり、大田学や三崎巌もその実力を認めていた。特に、花村は平畑を「歴代アマ名人最強者は平畑善介」と称えていた。

## 経歴
千尋常小学校を卒業した13歳の時から約20年間船員として過ごすかたわら、真剣に勤しんでいたものの、1943年に一念発起し、船員をやめて真剣師に転身。九州のアマ強豪のみならず九州出身のプロ棋士をも倒し、中国地方、四国地方と渡り真剣の強豪としてその名を馳せていた。
満を持して大阪へ渡り、真剣師時代の花村元司と当初は半香で指していたが、香落ちではまるで刃が立たなかった。その後、対局相手が花村元司であると判明すると、平手で真剣を戦うこととなった。花村との真剣はまさに死闘と呼べるものであったが、結果としては花村が二番勝ち越し、花村の勝利に終わった。しかしながら、花村も平畑の強さを認め、後に『史上最強のアマ名人』と平畑を称している。
その後の平畑は真剣師としても道を歩みつつ、家庭を持つこととなるが、アマ名人等のタイトルにはこだわりを見せない時期が長らく続いていた。アマ名人戦等の全国大会そのものは早々に敗退し、余った時間で全国の強豪との真剣を楽しんでいたようである。なお、当然ながら地区予選では無類の強さを発揮していた。
ところが、第5回アマ名人の予選の数日前に、子供から『一度日本一になってよ』と言われたことをきっかけに、平畑は本気でアマ名人を目指す。平畑は見事に第5回アマ名人となったが、雑誌のインタビューでは、「後進の指導に専念する」と引退を宣言し、周囲を驚かせた。なお、その際に九州の有望な若手として加藤一二三を挙げていた。
その後は穏やかな晩年を過ごしたようである。

## 人物
- 座右の銘は『対局中は後悔しない』
- 好きな酒は泡盛。強い酒を好んだ。
- 子煩悩のようである。
- 平畑は将棋の上達法として、天野宗歩の棋譜を覚える程並べる、大道詰将棋を500問程解く、としている。
- 船員時代に詰将棋をよく解いていたと語っており、その効能についてはこだわりがあるようである。
- 天野宗歩の棋譜については、1局を2時間くらいかけて並べることで、自然と本筋を覚えて強くなると語っている。

## エピソード
- 当時のプロ棋士も解けなかった29手詰めの大道詰将棋を駒にいっさい手を触れずに約1時間かけて解明した。
- 現役八段棋士に香落ちであったが八連勝した。
- アマ名人となった祝賀会において「B1級以下なら平手で相手してやる」と豪語したが、挑戦したプロ棋士は一人もいなかった。

## 関連書籍
| スタブアイコン | サブスタブ | この項目は、まだ閲覧者の調べものの参照としては役立たない、人物に関連した書きかけの項目です。この項目を加筆・訂正などしてくださる協力者を求めています（P:人物伝/PJ:人物伝）。 |